# 垂耳鸦属
垂耳鸦属(学名:Callaeas)是雀形目垂耳鸦科的一个属，有两种。是新西兰的特有种。

## 种
- 垂耳鸦属 Callaeas
  - 北岛垂耳鸦（英语：Callaeas wilsoni） Callaeas wilsoni  近危(IUCN 3.1)
  - 南岛垂耳鸦（英语：Callaeas cinereus） Callaeas cinereus  极危，可能绝灭(IUCN 3.1)[1]